# Johanne Krum-Hunderup
Johanne Elisabeth Krum-Hunderup, född Schmidt 2 februari 1853 i Köpenhamn, död 24 september 1929, var en dansk skådespelare.
Krum-Hunderup var dotter till skådespelaren Christian Schmidt (1821–1865). Hon debuterade vid Det Kongelige Teater 1869 som Julie i Portrættet. Hon stannade vid teatern till och med 1872 och var därefter engagerad vid olika privatteatrar i Köpenhamn. Hon var också aktiv filmskådespelare och debuterade 1912 i Kærlighed og venskab och medverkade i nära 50 filmer 1910–1919.
Hon var gift första gången med balettkompositören Jacob Daniel Krum och andra gången med skådespelaren och direktören Hans Riber Hunderup. Med Krum fick hon dottern Gerda Krum-Juncker, senare skådespelare.

## Filmografi (urval)
- 1912 – Kærlighed og venskab
- 1917 – Ångest som dödar